# San José de Sisa
San José de Sisa es una ciudad peruana. Es asimismo capital del distrito de San José de Sisa y la provincia de El Dorado en la región de San Martín. 
Tiene una población de 3729 habitantes en el 2007. Está a una altitud de 600 m s. n. m. y se encuentra a 54 kilómetros desde Tarapoto. Para llegar a San José de Sisa se tiene que pasar por una carretera asfaltada. Cuenta con los servicios de hospedaje, alimentación, transporte por medio de mototaxis y lugares de esparcimiento. En servicios de salud cuenta con el Hospital Rural de San José.
El origen del nombre sisa proviene de una planta con flor amarilla llamada killu-sisa, (flor amarilla). Esta flor es muy abundante en las orillas del río Sisa y la quebrada Pishuaya.

## Historia
El 25 de noviembre de 1876 se crea como distrito por una ley s/n durante el gobierno del presidente Mariano Ignacio Prado, en ese entonces era parte del territorio de la provincia de Lamas.
El 8 de diciembre de 1992 se eleva a la categoría de villa y se convierte en capital de la provincia de El Dorado por un decreto ley 25931 durante el gobierno del presidente Alberto Fujimori.

## Clima
San José de Sisa se caracteriza por tener un clima templado, subtropical cálido. La temperatura varía entre 26 C a 32 C.
| Parámetros climáticos promedio de San José de Sisa (territorios entre 0 - 500 m s. n. m.). | Parámetros climáticos promedio de San José de Sisa (territorios entre 0 - 500 m s. n. m.). | Parámetros climáticos promedio de San José de Sisa (territorios entre 0 - 500 m s. n. m.). | Parámetros climáticos promedio de San José de Sisa (territorios entre 0 - 500 m s. n. m.). | Parámetros climáticos promedio de San José de Sisa (territorios entre 0 - 500 m s. n. m.). | Parámetros climáticos promedio de San José de Sisa (territorios entre 0 - 500 m s. n. m.). | Parámetros climáticos promedio de San José de Sisa (territorios entre 0 - 500 m s. n. m.). | Parámetros climáticos promedio de San José de Sisa (territorios entre 0 - 500 m s. n. m.). | Parámetros climáticos promedio de San José de Sisa (territorios entre 0 - 500 m s. n. m.). | Parámetros climáticos promedio de San José de Sisa (territorios entre 0 - 500 m s. n. m.). | Parámetros climáticos promedio de San José de Sisa (territorios entre 0 - 500 m s. n. m.). | Parámetros climáticos promedio de San José de Sisa (territorios entre 0 - 500 m s. n. m.). | Parámetros climáticos promedio de San José de Sisa (territorios entre 0 - 500 m s. n. m.). | Parámetros climáticos promedio de San José de Sisa (territorios entre 0 - 500 m s. n. m.). |
| Mes                                                                                        | Ene.                                                                                       | Feb.                                                                                       | Mar.                                                                                       | Abr.                                                                                       | May.                                                                                       | Jun.                                                                                       | Jul.                                                                                       | Ago.                                                                                       | Sep.                                                                                       | Oct.                                                                                       | Nov.                                                                                       | Dic.                                                                                       | Anual                                                                                      |
| ------------------------------------------------------------------------------------------ | ------------------------------------------------------------------------------------------ | ------------------------------------------------------------------------------------------ | ------------------------------------------------------------------------------------------ | ------------------------------------------------------------------------------------------ | ------------------------------------------------------------------------------------------ | ------------------------------------------------------------------------------------------ | ------------------------------------------------------------------------------------------ | ------------------------------------------------------------------------------------------ | ------------------------------------------------------------------------------------------ | ------------------------------------------------------------------------------------------ | ------------------------------------------------------------------------------------------ | ------------------------------------------------------------------------------------------ | ------------------------------------------------------------------------------------------ |
| Temp. máx. media (°C)                                                                      | 32                                                                                         | 31                                                                                         | 31                                                                                         | 32                                                                                         | 31                                                                                         | 31.5                                                                                       | 31                                                                                         | 32                                                                                         | 33                                                                                         | 32                                                                                         | 32                                                                                         | 32                                                                                         | 31.7                                                                                       |
| Temp. media (°C)                                                                           | 26                                                                                         | 25.6                                                                                       | 25.6                                                                                       | 25.3                                                                                       | 25.2                                                                                       | 24.7                                                                                       | 24.7                                                                                       | 24.8                                                                                       | 25.5                                                                                       | 25.7                                                                                       | 25.8                                                                                       | 26                                                                                         | 25.4                                                                                       |
| Temp. mín. media (°C)                                                                      | 22                                                                                         | 22                                                                                         | 22                                                                                         | 22                                                                                         | 21                                                                                         | 20                                                                                         | 19                                                                                         | 20                                                                                         | 21                                                                                         | 22                                                                                         | 22                                                                                         | 22                                                                                         | 21.3                                                                                       |
| Fuente n.º 1: Accuweather                                                                  |                                                                                            |                                                                                            |                                                                                            |                                                                                            |                                                                                            |                                                                                            |                                                                                            |                                                                                            |                                                                                            |                                                                                            |                                                                                            |                                                                                            |                                                                                            |
| Fuente n.º 2: climate-data.org                                                             |                                                                                            |                                                                                            |                                                                                            |                                                                                            |                                                                                            |                                                                                            |                                                                                            |                                                                                            |                                                                                            |                                                                                            |                                                                                            |                                                                                            |                                                                                            |

## Lugares de interés
Los lugares de interés alrededor de José de Sisa son las cascada de Huaja, los petroglifos de Incaico y la laguna de Fapinalli.

## Festividades
Entre el 12 y 20 de marzo se celebra la Fiesta Patronal del “Patrón San José” y el 9 y 10 de diciembre el Aniversario de la Provincia del Dorado.